# Geki
Geki es un personaje ficticio de videojuegos, que solo apareció en el primer Street Fighter. Se ha especulado que podría haber enseñado a Vega sus movimientos de garra, pero esto no ha sido confirmado.

## Historia
En la historia alterna del cómic Street Fighter número 10 de Udon, se muestra que Geki fue contratado por unos delincuentes para matar a Gen, pero al intentar asesinarlo casi hiere a Chun-Li y Gen contraataca con “ZANEI”. Tras recibir el ataque, Geki cae muerto. En la historia original, Geki es derrotado por Ken.

Se ha rumoreado que Geki podría ser el padre o maestro de Ibuki, la ninja de Street Fighter III, pero este dato ha sido desmentido por Capcom, que aclaró que ambos solo pertenecen a la misma aldea ninja.
- Datos: Q4924876